# Leonid Stepanovič Duškin
Leonid Stepanovič Duškin (in russo Леонид Степанович Душкин?; Spirove, 15 agosto 1910 – Mosca, 4 aprile 1990) è stato un ingegnere sovietico, progettista di motori a razzo impiegati su aeroplani e missili.

## Biografia
Nacque il 15 agosto 1910 nel villaggio di Spirovo (contea di Vyšnevolockij, Oblast' di Tver'). Dopo aver conseguito la laurea in fisica presso l'Università di Tver' nel 1931, seguì un corso post laurea presso l'Istituto di Matematica e Meccanica dell'Università statale di Mosca e nell'ottobre 1932 fu invitato da Fridrich Cander a entrare nel Gruppo per lo studio della propulsione a razzo, dove lavorò come ricercatore e principale assistente di Zander.
Dopo aver pubblicato il lavoro "Le principali disposizioni della teoria generale della propulsione a getto" che teorizzava il futuro volo nello spaziò, fu coinvolto nella progettazione e nella realizzazione del motore di prova OP-1 destinato ad equipaggiare il primo razzo realizzato in Unione Sovietica, il GIRD-X progettato da Korolëv. Dopo la morte di Cander supervisionò la creazione del motore a razzo "10", funzionante a propellente liquido, che andò ad equipaggiare il GIRD-X lanciato per la prima volta il 25 novembre 1933.
A partire da gennaio 1938 assunse l'incarico di Capo del dipartimento dei motori a razzo a propellente liquido (NII-3) realizzando nel corso dello stesso anno, dopo l'arresto di Gluško, il motore RDA-1-150 che andò ad equipaggiare l'aliante a razzo RP-318 realizzato da Korolëv. Prendendo come base di partenza i motori di Gluško (ORM-65 e RD-1), apportò al disegno una serie di importanti migliorie ingegneristiche, spostando gli iniettori di carburante dalla testa all'estremità della camera cilindrica, tipico del design moderno. I modelli RDA-150, RDA-300 utilizzarono come ossidante l'acido nitrico, mentre RDK-150 usava ossigeno liquido.
Nei primi mesi del 1942, insieme all'ingegnere Isaev, iniziò a lavorare alla realizzazione del motore a razzo a propellente liquido D-1-A-1100 da 1.100 kg/s destinato al nuovo caccia intercettore BI in via di sviluppo. Il secondo prototipo del velivolo, designato BI-3, volò per la prima volta con il nuovo propulsore il 15 maggio 1942 e il 27 marzo 1943 lo stesso aereo raggiunse una velocità massima di 615 mph, ma al termine del volò precipitò al suolo, causando la morte del pilota collaudatore Grigorij Bachčivandži. Il programma BI fu annullato poco tempo dopo.
Nel periodo 1944-1945 il suo fu il primo ufficio progettazione del paese che utilizzò una turbopompa nel sistema di alimentazione di un motore razzo, l'RD-2M3V, e sviluppo sperimentalmente motori in ceramica non raffreddati, funzionanti ad alte temperature. Insegnante presso l'Istituto Aeronautico di Mosca a partire dal 1945, fu direttore dell'ufficio progettazione OKB-1 in seno al NII-1 di Mosca dal 1947 al 1969, e ricoprendo la carica di professore di teoria dei motori a partire dal 1955. Vincitore del Premio di Stato dell'URSS, decorato con l'Ordine di Lenin, quello della Stella Rossa, quello della Bandiera rossa del lavoro del lavoro e numerose altre medaglie, si spense a Mosca il 4 aprile 1990.